# Яблонь (гмина)
Яблонь (пол. Jabłoń) — сельская гмина (волость) в Польше, входит как административная единица в Парчевский повет, Люблинское воеводство. Население — 4233 человека (на 2004 год).

## Сельские округа
1. Антополь
2. Давиды
3. Генсь
4. Холендерня
5. Яблонь
6. Калинка
7. Коляно
8. Коляно-Колёня
9. Кудры
10. Лубно
11. Пашенки
12. Пухова-Гура

## Соседние гмины
1. Гмина Дембова-Клода
2. Гмина Милянув
3. Гмина Парчев
4. Гмина Подедвуже
5. Гмина Вишнице